# Crataegus maligna
Crataegus maligna är en rosväxtart som beskrevs av Charles Sprague Sargent. Crataegus maligna ingår i Hagtornssläktet som ingår i familjen rosväxter. Inga underarter finns listade i Catalogue of Life.